# Amtsgericht Leslau
Das Amtsgericht Leslau war ein deutsches Gericht der ordentlichen Gerichtsbarkeit im Bezirk des Landgerichts Litzmannstadt mit Sitz in Leslau.

## Geschichte
Das Landgericht Leslau mit Sitz in Leslau wurde während der deutschen Besetzung Polens 1939 mit Erlass vom 26. November 1940 als Landgericht im Bezirk des Oberlandesgerichtes Posen gebildet.  In Leslau wurde das Amtsgericht Leslau als eines von fünf Amtsgerichten dieses Landgerichts gebildet. Das Amtsgericht Leslau war für die Führung des Binnenschiffregisters für das Stromgebiet der Weichsel von der Grenze zwischen der preußischen Provinz Ostpreußen und dem Reichsgau Danzig zuständig.
Nach Kriegsende 1945 wurde der Landgerichtsbezirk wieder unter polnische Verwaltung gestellt. Anstelle des Amtsgerichtes Leslau wurde das Sąd Rejonowy w Włocławku bzw. 1950–1975: Sąd Powiatowy w Włocławku errichtet.